# Athripsodes angriamani
Athripsodes angriamani là một loài Trichoptera trong họ Leptoceridae. Chúng phân bố ở miền Cổ bắc.